# WKS 49 pp Kobryń
WKS 49 pp Kobryń (pełna nazwa: Wojskowy Klub Sportowy 49 pułku piechoty Kobryń) – polski klub piłkarski z siedzibą w Kobryniu.
W 1930 występował w Klasie A Poleskiego OZPN. Zajął ostatnią, czwartą lokatę za zespołami z Brześcia i Pińska i spadł do Klasy B. Był jedynym klubem z Kobrynia, występującym na drugim poziomie polskich rozgrywek ligowych.